# Hyperoliidae
Las ranas arborícolas africanas (Hyperoliidae) son una familia de anfibios anuros endémicos del África subsahariana, Madagascar y las Islas Seychelles. La familia está compuesta por 222 especies repartidas en 17 géneros. La gran mayoría presentan hábitos arborícolas, a excepción de las especies de género Kassina, uno de los géneros más basales de la familia, las cuales son terrestres. El grupo forma un clado (Afrobatrachia) que incluye a las familias Brevicipitidae, Hemisotidae y Arthroleptidae.

## Géneros
Se reconocen los siguientes según ASW:
- Acanthixalus Laurent, 1944 (2 sp.)
- Afrixalus Laurent, 1944 (33 sp.)
- Alexteroon Perret, 1988 (3 sp.)
- Arlequinus Perret, 1988 (1 sp.)
- Callixalus Laurent, 1950 (1 sp.)
- Chrysobatrachus Laurent, 1951 (1 sp.)
- Cryptothylax Laurent & Combaz, 1950 (2 sp.)
- Heterixalus Laurent, 1944 (11 sp.)
- Hyperolius Rapp, 1842 (141 sp.) (tipo)
- Kassina Girard, 1853 (16 sp.)
- Kassinula Laurent, 1940 (1 sp.)
- Morerella Rödel, Kosuch, Grafe, Boistel & Veith, 2009 (1 sp.)
- Opisthothylax Perret, 1966 (1 sp.)
- Paracassina Peracca, 1907 (2 sp.)
- Phlyctimantis Laurent and Combaz, 1950 (4 sp.)
- Semnodactylus Hoffman, 1939 (1 sp.)
- Tachycnemis Fitzinger, 1843 (1 sp.)

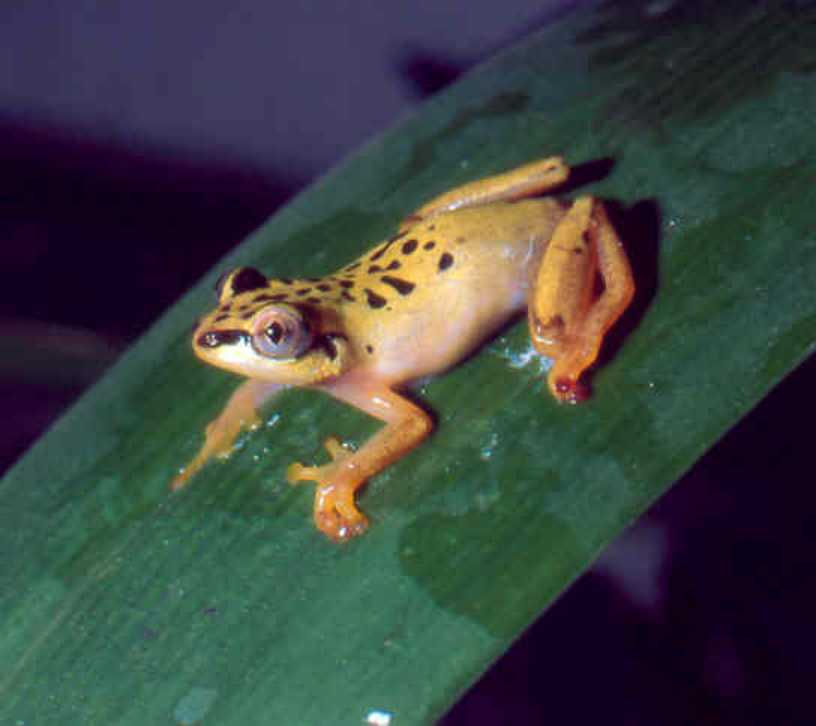
Heterixalus variabilis
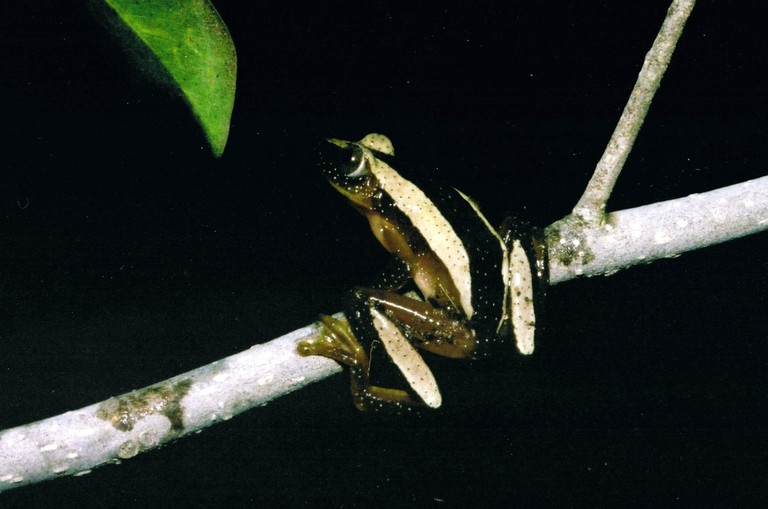
Afrixalus fornasini
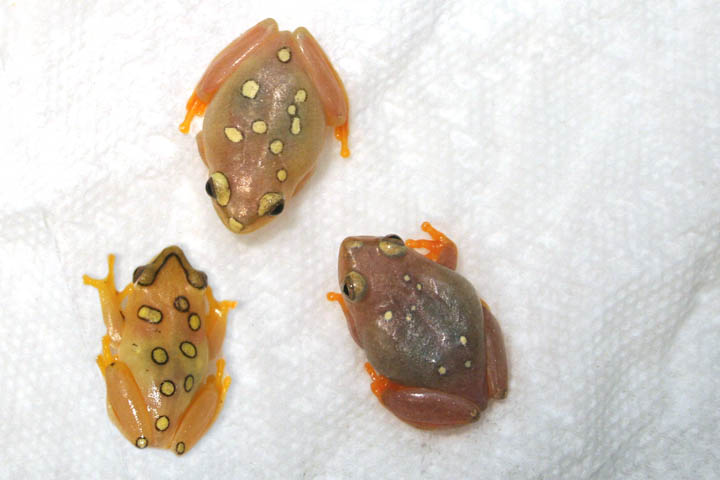
Hyperolius argus
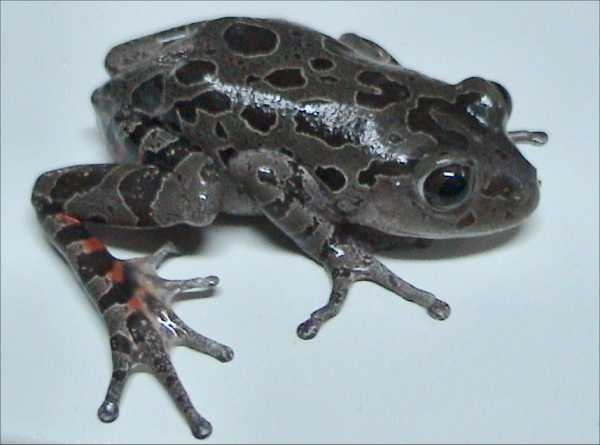
Kassina maculata